# 动基片纲
动基片纲（学名：Kinetofragminophora）是纤毛虫门下一个原生生物的纲，得名於其口纖毛的动基片:604。世界海洋物种目录（WoRMS）認為這個分類不應再使用。

## 下属分类
本綱可再分為下列各分類:1166：
- 隔口目 Apostomatida Chatton & Lwoff, 1928：今屬寡膜綱；
- Plagiopylida（英语：Plagiopylida） Jankowski, 1978
- 吸管目 Suctorida Claparède & Lachmann, 1858[5][1]：今屬葉咽綱，並晉升為亞綱級的吸管亞綱（Suctoria）；
- 毛口目 Trichostomatida Bütschli, 1889[1]

但WoRMS把這個綱分為下列三個亞綱:1166：
- 裸口亚纲 Gymnostomata Bütschli, 1889（不再使用）
  - Order Primociliatida accepted as Karyorelictea (junior synonym)
- 下口亚纲 Hypostomata Schewiakoff, 1896[6]（不再使用）
  - 漏斗目 Chonotrichida（英语：Chonotrichida）：今屬叶咽纲；
  - 隱口目 Cyrtophorida[6][2]:1166(disused)
- 前庭亚纲 Vestibuliferia de Puytorac et al., 1974（不再使用）
  - 毛口目 Trichostomatida Bütschli, 1889[1]（不再使用）